# 塩野毘沙門堂祭礼
塩野毘沙門堂祭礼（しおのびしゃもんどうさいれい）又は、福徳毘沙門天祭礼とは、山形県米沢市塩井町塩野に鎮座する塩野毘沙門堂の秋祭りのことである。

## 概要
お堂の下に古い井戸を持つ塩野毘沙門堂において、この地区の人々が毎年豊作祈願として行う村祭りの一つである。 祭りは毎年8月の17、18日に塩井地区の人々が集まって行われ、神輿渡行を中心とした祭事が主で、17日の夕方から夜にかけて町内を練り歩き、午後8時30分頃に毘沙門堂境内に神輿が戻ってきて、境内を所狭しと暴れまわる。暴れ神輿が最大の見せ場となっている。普段は静かな境内もこの日ばかりは提灯が燈され、出店屋台が建ち並ぶ夏祭りである。

## 神輿渡行
塩野毘沙門堂（福徳毘沙門天）の祭礼の中心となる暴れ神輿を仕切るのは塩井町の選ばれた若者たちで、「若者頭」と呼ばれる数名である。若者頭は広告作りから提灯張り・境内清掃・挨拶回りなどをこなし、祭り当日を迎える。
毘沙門堂の格子戸が外され、神輿の準備が行われる。塩野毘沙門堂の神輿は暴れ神輿と呼ばれるもので、神輿と棒を括る時にロープを使い締め上げたロープが解けにくいように、お神酒を掛けて引き締める。
塩野毘沙門堂に伝わる神輿は2基存在している。古来使用していた八角神輿は、この祭りが「暴れ神輿」の為、祭りの度に神輿の飾りが壊れるという理由で、現在は担ぎ手が集まる夕方までご神体を入れ、車に乗せて町内を渡御している。逆に夕方から若者たちに担がれる神輿は、金具飾り等一切無く、上部の鳳凰も宝珠となっている。
8月17日の夕方に塩野毘沙門堂別当である般若山延徳寺の住職が入堂して若者頭を集めて祭りの安全を祈願し、神輿の御神体となる宝塔（毘沙門天）を頭に手渡す。頭は住職より預かった宝塔を神輿の内部に安置して扉を閉め、神輿のローソクに火を燈して出発する。
神輿渡行の配列は露払いの赤・黒の獅子が先を走り、継いで若者頭・旗持ち・住職・太鼓・神輿の順で進んで行き、町内を練り歩くのである。

## 露払いの獅子
神輿渡行に先だって地元の男子高校生達によって、獅子頭による露払いが行われる。山形県南部には、長井の黒獅子祭りに代表されるように数多くの獅子祭りがある。しかも通常の獅子舞とは違い、二人一組で正月などに舞い躍るものではなく、獅子幕を引っ張り合う（赤湯の暴れ獅子）形のものや、獅子頭を奪い合う熊野大社（南陽市）の獅子ばよい）など大勢で行う形のものが多い。ここ塩野毘沙門堂では、赤・黒の獅子頭が存在し、通常舞などに使用される頭より大ぶりで、二人で頭を持ち、さらに幕を4、5人で持ち、露払いをする為、神輿渡行の順路にある家々を威勢良く走りめぐる。頭持ちが頭を走りながら揺らすので、「パンパン」と獅子の噛む音が響き、数件隣まで来ると獅子が来たのを確認出来るので、泣き出す子供もいる。この赤と黒の獅子は、神輿が境内に戻る前に到着するが、境内の露払いの為に、毘沙門堂を左右両方から回り、正面で頭合わせをする（赤・黒の両獅子頭が激突すること）これが三度行われ、毘沙門堂内に戻り獅子は終了する。
この獅子頭の面相は加賀獅子に似た面をしている。

## 暴れ神輿
町内を渡行してきた神輿は小中学生の行列（旗持ち）を先頭にして境内に戻ってくる。神輿の担ぎ手は大人達16人-20人くらいで担ぎ、境内を太鼓の音がする方へ移動し、所狭しと暴れまくる。この祭りの最大の見せ場となる。
時には神輿が逆さまになってしまう程激しい暴れ方をする。暴れ神輿も毘沙門堂を三度回りその度に、数段ある大き目の階段を毘沙門堂内に向けて神輿ごと駆け上がるが、若者頭に蹴落とされる。通常は三週目の駆け上がりで神輿が上がるのであるが、時には4、5週目で上がる事もある。また、境内には弁天池と呼ばれる池があり、近年はそこへ神輿ごと入り、水浴びをする傾向があるが、毘沙門天という荒々しい神仏を感じさせる祭りである。

## 大般若会
宵祭りの終えた8月18日は、塩野毘沙門堂本祭りといい、子供神輿や別当般若山延徳寺の大導師を中心に近隣の住職が集い、大般若会（お大般若）が厳修される。この大般若会には、若者頭なども参拝して、祈祷後には、毘沙門天のお札が手渡され、近隣の家々に配られる。この大般若会は春にも厳修されている。

## 言伝え
塩野毘沙門堂の祭りに雨が降る事が度々あるが、これは毘沙門堂より西方に位置する広幡町の成島八幡宮の祭礼が晴れれば塩野毘沙門堂祭礼は雨が降り成島八幡宮祭礼が雨ならば塩野毘沙門堂祭礼は晴れると言伝えられる。
これは共に「戦いの神」であるからとも云われる。また、毘沙門様の暴れ神輿に対して八幡様のひきづり神輿などとも称されるようである。